# 高君頌碑
高君頌碑位於四川省雅安縣，文物遺址年代判定為漢。1961年7月13日公佈為四川省第二批歷史及革命文物保護單位。1980年7月7日重新公佈四川省第一批文物保護單位時被列為調整後合併的原文物保護單位。與高頤闕合併為一處保護單位。